# Рицинолеаты
Рицинолеаты — группа химических соединений, соли рицинолевой кислоты.

## Получение
Соли образуются с щелочными и щелочноземельными металлами, а также с некоторыми d-элементами (кадмий, цинк, хром и т. д.)
Пример реакции нейтрализации рицинолевой кислоты раствором гидроксида натрия
{\displaystyle {\mathsf {NaOH+C_{17}H_{32}(OH)COOH\ {\xrightarrow {}}\ C_{17}H_{32}(OH)COONa+H_{2}O}}}

## Использование
Рицинолеат натрия (натриевая соль рицинолевой кислоты) — эмульгатор при сополимеризации винилхлорида и винилацетата; диспергирующее и смазывающее средство в текстильной промышленности.
Рицинолеат лития — загуститель пластических смазок.
Рицинолеат меди(II) используется в производстве необрастающих лакокрасочных материалов, как антисептик для канатов, древесины, ткани.
Рицинолеат магния — антистатическая добавка к бензину.